# Mokos Attila
Mokos Attila (Zselíz, 1964. december 13. –) Jászai Mari-díjas magyar színművész, színházigazgató.

## Élete
Tanulmányait Komáromban a mai Selye János Gimnáziumban végezte. 1984-től a Magyar Területi Színház kassai Thália Színpadának színésze. 1989–1993 között a Pozsonyi Színművészeti Főiskolán tanult, majd a Komáromi Jókai Színház tagja lett, melynek 1995–2001 között művészeti vezetője, 1996–1997-ben pedig megbízott igazgatója volt. Főiskolásként több rangos nemzetközi színházi fesztiválon szerepelt. Vendégszerepelt Győrben, Nyitrán. Filmekben is játszott.

## Elismerései
- IGRIC-díj (2007, 2010)
- Zselíz város Pro urbe díja (2009)
- Pro probitate díj (2009)
- V. Moveast Filmfesztivál, Alakítási díj (200)
- A Szlovák Film Szövetség díja (2010)
- SFTA - Szlovák Film Akadémia díja (2010)
- Ferenczy Anna-díj
- A Magyar Érdemrend lovagkeresztje (2015)
- Jászai Mari-díj (2023)

## Szerepei

### Színház
- Figaro - Beumarchais: Figaro házassága (rendezte: Iglódi István m.v.)
- Vladimir - Beckett: Godot-ra várva (rendezte: Beke Sándor)
- Heródes – Müller,Tolcsvay: Mária evangéliuma – (rendezte: Beke Sándor)
- Percsík - Stein-Harnick: Hegedűs a háztetőn (rendezte: Bor József m.v.)
- Ficsúr - Molnár Ferenc: Liliom (rendezte: Korcsmáros György m.v.)
- ŐII. - Bohumil Hrabal: Őfelsége pincére voltam (rendezte: Schlanger András m.v.)
- Forlippoponi őrgróf - Goldoni: Mirandolina (rendezte: Benedek Miklós m.v.)
- Jamie - O'Neill: Utazás az éjszakába (rendezte: Csiszár Imre m.v.)
- Komoróczy - Barta Lajos: Szerelem (rendezte: Beke Sándor m.v.)
- Bakter - RidegSándor ,Tímár Péter: Indul a bakterház (rendezte: Pinczés István m.v.)
- Salieri - Peter Shaffer: Amadeus (rendezte: Czajlik József f.h.)
- Dorn - Csehov: Sirály (rendezte: Telihay Péter)
- Boguslawski - Spiró György: Az imposztor (rendezte: Martin Huba m.v.)
- Csócsálov, tengerész - Gogol: Háztűznéző (rendezte: Bodolay)
- Heródes - Ghelderode: Barrabás (rendezte: Árkosi Árpád m.v.)
- II. József - Szomory Dezső: II. József (rendezte: Verebes István)
- Oronte – Moliere: Gömböc úr (rendezte: Csiszár Imre m.v.)
- Miller - Arthur Miller: Kanyargó időben (rendezte: Verebes István)
- Puzsér - Molnár Ferenc: A doktor úr (rendezte: Schlanger András m.v.)
- Ivan - Dosztojevszkij: Karamazov testvérek (rendező: Martin Huba m.v.)
- Müller Ferenc - Sütő András: Egy lócsiszár virágvasárnapja (rendezte: Lukáts Andor m.v.)
- Alan Benett, Lotta fia - Noel Coward: Forgószínpad (rendezte: Konter László m.v.)
- Kerekes Ferkó – Kálmán,Stein,Jenbach,Gábor,Békeffi,Kellér: Csárdáskirálynő (Keresztes Attila m.v.)
- Kreón - Szophoklész: Antigoné (rendezte: Czajlik József m.v.)
- Ligurio - Niccolo Machiavelli: Mandragora (rendezte: Lévay Adina)
- Alexandr Ignatyevics Versinyin – A.P. Csehov: Három nővér (rendezte: Martin Huba m.v.)
- Férfi - Spiró György: Prah (rendezte: Anger Zsolt m .v.)
- Bohóc, Olívia szolgája - William Shakespeare: Vízkereszt, vagy amit akartok (rendezte: Valló Péter m.v.)
- Zátonyi Bence - Csiky Gergely: Lumpok (rendezte: Valló Péter m.v.)
- Gajev - Anton P. Csehov: Cseresznyéskert (rendező: Martin Huba m.v.)
- Lančarič - Ladislav Ballek,Ondrej Šulaj: A hentessegéd (rendező: Rastislav Ballek m.v.)
- Apa/Östör király – Faragó Zsuzsa,Laboda Kornél,Zombola Péter: Szegény Dzsoni és Árnika (rendezte: Laboda Kornél m.v.)
- Hajdók sógor- Móricz Zsigmond: Sári bíró (rendezte: Görög László m.v.)
- Decius – Székely János: Caligula helytartója (rendezte: Béres Attila m.v.)
- Luka Hlopov, tanintézeti felügyelő - Gogol: Revizor (rendezte: Méhes László m.v.)
- Petypon - Georges Feydeau: Egy hölgy a Maximból (rendező: Verebes István m.v.)
- III.Richárd – William Shakespeare: III. Richárd (rendezte: Martin Huba m.v.)
- Apa - Fenyő Miklós, Tasnádi István: Made in Hungária (rendezte: Méhes László)
- Jerry – Harold Pinter: Árulás (rendezte: Valló Péter m.v.)
- Becsei, tiszttartó - Huszka Jenő, Martos Ferenc: Lili bárónő (rendezte: Méhes László)
- Skultéti - Bereményi Géza: Az arany ára (rendezte: Bagó Bertalan m.v.)
- Tubal, zsidó, Shylock barátja - William Shakespeare: A velencei kalmár (rendezte: Szőcs Artur m.v.)
- Csillag Mihály, orvos - Székely Csaba: Bányavirág (rendezte: Keszég László m.v.)
- Szucsinka plébános - Mikszáth Kálmán,Závada Pál: Különös házasság (rendezte: Valló Péter m.v.)
- Jean-Baptiste Poqueline Moliére - Mihail Bulgakov: Álszentek összeesküvése (rendezte: Martin Huba)
- Dr. Langyos, főorvos - Nagy Ignác, Parti Nagy Lajos: Tisztújítás (rendezte: Keszég László m.v.)
- Frederick Fellowes (Philip Brent) - Michael Frayn: Függöny fel! (Rendezte: Méhes László)
- Willy Loman - Arthur Miller: Az ügynök halála (rendezte: Forgács Péter)
- Aslaksen- Ibsen: A nép ellensége (rendezte: Koltai Gábor)
- Lőrinc barát – Shakespeare: Rómeó és Júlia (rendezte: Martin Huba)
- Gaz Jankó - Simai Kristóf, Szarka Gyula: Zsugori (rendezte: Béres László)
- Afanaszij Ivanovics Tockij - F.M.Dosztojevszkij: A félkegyelmű (rendezte: Martin Huba)
- Petur bán - Katona József: Bánk bán (rendezte: Hargitai Iván)

### Filmek
- 1993 - Prípad na vidieku
- 1996 – Szigetvári vértanúk
- 2000 – Krajinka
- 2002 – Kruté radosti
- 2007 – Démoni
- 2009 – Pokoj v duši
- 2009 – Nedodržaný sľub
- 2009 – Čas grimás
- 2010 – Nesmrteľní (sorozat)
- 2010 – Kriminálka Staré Mesto (sorozat)
- 2011 – Baracksziget
- 2011 – Ház
- 2011 – Čerešňový chlapec
- 2011 – Tele-vision
- 2011 – Cigán
- 2012 – 7 dní hříchů
- 2012 – Momo (diákfilm)
- 2012 – Bor, mámor, szerelem (TV sorozat)
- 2013 – Ďakujem, dobre
- 2013 – Dobrý človek (diákfilm)
- 2013 – Kolonáda (TV sorozat)
- 2014 – Slovensko 2.0
- 2014 – Krok do tmy
- 2014 – Láska na vlásku
- 2014 – Mirage
- 2014 – Zabudnite na Mcbetha (diákfilm)
- 2014 – Fehér isten
- 2016 – Učiteľka
- 2016 – Agáva
- 2016 – Vtedy v raji
- 2016 – Krok do tmy
- 2016 – Červený kapitán
- 2017 – Záhradníctvo: Dezertér
- 2017 – 1890 (TV sorozat)
- 2017 – Rex (TV sorozat)
- 2018 – Tlmočník
- 2018 – Felkészülés meghatározatlan ideig tartó együttlétre
- 2023 – Hatalom